# Hueymatla
Hueymatla är en ort i Mexiko.   Den ligger i kommunen Taxco de Alarcón och delstaten Guerrero, i den sydöstra delen av landet, 110 km söder om huvudstaden Mexico City. Hueymatla ligger 1 321 meter över havet och antalet invånare är 300.
Terrängen runt Hueymatla är kuperad åt sydost, men åt nordväst är den bergig. Hueymatla ligger nere i en dal. Runt Hueymatla är det ganska tätbefolkat, med 172 invånare per kvadratkilometer. Närmaste större samhälle är Iguala de la Independencia, 19,0 km söder om Hueymatla. I omgivningarna runt Hueymatla växer huvudsakligen savannskog.